# The Archive EP
The Archive EP è un EP del gruppo musicale statunitense Imagine Dragons, pubblicato il 12 febbraio 2013 esclusivamente su iTunes.
Contiene le cinque tracce riproposte anche nella versione deluxe del loro album di debutto Night Visions, e precedentemente inserite nei loro primi EP Hell and Silence, It's Time e Continued Silence.

## Tracce
1. Round and Round – 3:18
2. The River – 3:25
3. America – 4:34
4. Selene – 4:01
5. My Fault – 2:57

## Classifiche
| Classifica (2013)         | Posizione massima |
| ------------------------- | ----------------- |
| Stati Uniti               | 134               |
| Stati Uniti (alternative) | 24                |
| Stati Uniti (rock)        | 35                |